# Deutsch-Norwegische Gesellschaft
Die Deutsch-Norwegische Gesellschaft e. V. (DNG) mit Sitz in Bonn wurde, unterstützt durch die Königliche Norwegische Botschaft, 1982 gegründet. Der Verein will die Beziehungen zwischen Norwegen und Deutschland ebenso wie zwischen Deutschen und Norwegern verbessern.

## Ziele
Nach der derzeit gültigen Satzung vom 5. Mai 2009 verfolgt die Gesellschaft "ausschließlich und unmittelbar gemeinnützige Zwecke" (§ 1.2). Nach § 2 liegen ihre Aufgaben in der "Förderung und Wahrung kultureller und wissenschaftlicher Belange zwischen Norwegern und Deutschen". Sie erstrebt "die freundschaftliche Zusammenarbeit aller privaten und öffentlichen deutsch-norwegischen Kreise". Gemäß § 8.2 findet einmal im Jahr eine Mitgliederversammlung statt. Der Vorstand (§ 9) wird alle zwei Jahre gewählt und ist ehrenamtlich tätig. Die DNG ist als gemeinnützig anerkannt. Die Finanzierung der Vereinsarbeit erfolgt weit überwiegend aus den Beiträgen der Mitglieder.

## Aktivitäten
Die Gesellschaft bietet unter anderem Veranstaltungen an. Zum norwegischen Nationaltag am 17. Mai (grunnlovsdagen), zu St. Hans am 23. Juni und zur Weihnachtszeit (julebord) werden norwegisch orientierte Feste begangen. Alle Programme können auch von Nichtmitgliedern genutzt werden. Seit 1982 erscheint – in der Regel zweimal jährlich, im Juni und im Dezember – als Mitgliedermagazin die Zeitschrift "dialog" mit 72 bis 84 Seiten.

## Vorstand
Der engere Vorstand besteht laut Satzung aus höchstens fünf gleichberechtigten Personen. Außerdem können bis zu sechs Beisitzer gewählt werden. Seit der letzten Wahl im Jahr 2022 sind Bernd Coßmann, Thomas Fechner-Smarsly und Helmut Ilstad Mitglieder des engeren Vorstands. Als Beisitzer fungieren Patrick Paul Kopec, Ulrich Obst, Marcel Schmutzler und Monika Steffes-Bocklet. Aktiv sind ferner vor allem für das Magazin "dialog" die früheren Vorstandsmitglieder und Ehrenmitglieder Aase Birkenheier und Eckart Roloff.

## Norwegisch-Deutsche Gesellschaft in Norwegen
Die Norwegisch-Deutsche Gesellschaft (norwegisch Norsk-Tysk Selskap) ist ebenfalls eine Gesellschaft zur Förderung der deutsch-norwegischen Beziehungen, jedoch mit Sitz in Oslo. Inge Lønning, Vizepräsident des norwegischen Parlamentes (Storting), war bis zu seinem Tod am 24. März 2013 deren Präsident.